# Jake Elmore
Pour les articles homonymes, voir Elmore.
Jacob Elmore (né le 15 juin 1987 à Hanceville, Alabama, États-Unis) est un ancien joueur des Ligues majeures de baseball. Principalement joueur de deuxième but et arrêt-court, Emore peut évoluer à plusieurs positions sur le terrain. En 2013, il devient le 14e de l'histoire du baseball majeur à jouer comme lanceur et receveur dans un même match.

## Carrière
Jake Elmore est repêché au 48e tour de sélection par les Marlins de la Floride en 2007 mais ne signe pas avec l'équipe et se joint plutôt à l'Université d'État de l'Arizona où il joue pour les Sun Devils. Il rejoint les Diamondbacks de l'Arizona après avoir été repêché en 34e ronde en 2008.
Emore fait ses débuts dans le baseball majeur le 11 août 2012 avec les Diamondbacks. Il dispute 30 matchs pour Arizona, frappant pour une faible moyenne au bâton de ,191 avec 7 points produits. Son premier coup sûr en carrière est réussi le 16 août aux dépens du lanceur Kyle Lohse des Cardinals de Saint-Louis.
Le 1er novembre 2012, il passe aux Astros de Houston via le ballottage. 
En 52 matchs pour les Astros durant la saison 2013, il frappe pour ,242 de moyenne au bâton avec deux coups de circuit, dont son premier dans les majeures réussi le 6 juillet 2013 aux dépens du lanceur Tanner Scheppers, des Rangers du Texas. Le 19 août 2013, Elmore devient le 14e de l'histoire du baseball majeur à jouer comme lanceur et receveur dans un même match : dans une défaite de 16-5 des Astros sur le terrain des Rangers du Texas, il entre en jeu comme receveur substitut à Carlos Corporán en 4e manche, puis on lui demande de lancer la 8e, ce qu'il fait en retirant dans l'ordre les Rangers sur 11 lancers. 
Le 20 novembre 2013, il est réclamé au ballottage par les White Sox de Chicago, avec qui il ne jouera finalement pas. Le 27 février 2014, les White Sox transfèrent Elmore aux Athletics d'Oakland. Il ne joue pas pour Oakland et, cédé au ballottage une nouvelle fois, est réclamé le 2 août 2014 par les Reds de Cincinnati. Il joue 5 matchs des Reds de Cincinnati en 2014.
Elmore frappe 2 circuits et produit 16 points en 51 matchs des Rays de Tampa Bay en 2015.
Il se joint aux Brewers de Milwaukee avant la saison 2016.